# Плавання на Чемпіонаті світу з водних видів спорту 1982
Змагання з плавання на Чемпіонаті світу з водних видів спорту 1982 відбулися наприкінці липня - на початку серпня 1982 року в Гуаякілі (Еквадор).

## Результати

### Чоловіки
| Дисципліна                      | Золото                                                               | Срібло                                                                                  | Бронза                                                                    |
| ------------------------------- | -------------------------------------------------------------------- | --------------------------------------------------------------------------------------- | ------------------------------------------------------------------------- |
| 100 м вільним стилем            | Єрґ Войте (GDR) 50.18CR                                              | Роуді Ґейнс (USA) 50.21                                                                 | Пер Юганссон (SWE) 50.25                                                  |
| 200 м вільним стилем            | Міхаель Ґрос (FRG) 1:49.84CR                                         | Роуді Ґейнс (USA) 1:49.92                                                               | Єрґ Войте (GDR) 1:50.71                                                   |
| 400 м вільним стилем            | Володимир Сальников (URS) 3:51.30CR                                  | Святослав Семенов (URS) 3:51.43                                                         | Свен Лодзієвскі (GDR) 3:51.84                                             |
| 1500 м вільним стилем           | Володимир Сальников (URS) 15:01.77CR                                 | Святослав Семенов (URS) 15:05.54                                                        | Дар'ян Петрич (YUG) 15:10.20                                              |
| 100 м на спині                  | Дірк Ріхтер (GDR) 55.95 CR                                           | Рік Кері (USA) 56.04                                                                    | Володимир Шеметов (URS) 56.42                                             |
| 200 м на спині                  | Рік Кері (USA) 2:00.82CR                                             | Шандор Владар (HUN) 2:01.31                                                             | Франк Бальтруш (GDR) 2:01.51                                              |
| 100 м брасом                    | Стів Лундквіст (USA) 1:02.75CR                                       | Віктор Девіс (CAN) 1:02.82                                                              | Джон Моффет (USA) 1:03.13                                                 |
| 200 м брасом                    | Віктор Девіс (CAN) 2:14.77WR                                         | Робертас Жулпа (URS) 2:16.68                                                            | Джон Моффет (USA) 2:18.54                                                 |
| 100 м батерфляєм                | Метт Ґріббл (USA) 53.88CR                                            | Міхаель Ґрос (FRG) 54.26                                                                | Бенґт Барон (SWE) 54.47                                                   |
| 200 м батерфляєм                | Міхаель Ґрос (FRG) 1:58.85CR                                         | Сергій Фесенко (URS) 1:59.91                                                            | Креґ Бірдслі (USA) 2:00.08                                                |
| 200 м комплексом                | Олександр Мидоренко (URS) 2:03.30CR                                  | Білл Барретт (USA) 2:03.49                                                              | Джованні Франческі (ITA) 2:04.65                                          |
| 400 м комплексом                | Рікардо Прадо (BRA) 4:19.78WR                                        | Єнс-Петер Берндт (GDR) 4:23.02                                                          | Сергій Фесенко (URS) 4:23.29                                              |
| Естафета 4×100 м вільним стилем | США (USA) Кріс Кавано Робін Лімі Девід Маккеґґ Роуді Ґейнс 3:19.26WR | СРСР (URS) Сергій Красюк Олексій Філонов Сергій Смірягін Олексій Марковський 3:21.78    | Швеція (SWE) Пер Юганссон Бенґт Барон Пер Гольмерц Пелле Вікстрем 3:22.15 |
| Естафета 4×200 м вільним стилем | США (USA) Річард Сеґер Джефф Флоут Кайл Міллер Роуді Ґейнс 7:21.09   | СРСР (URS) Володимир Шеметов Івар Стуколкін Володимир Сальников Олексій Філонов 7:24.91 | ФРН (FRG) Андреас Шмідт Дірк Кортальс Райнер Генкель Міхаель Ґрос 7:25.46 |
| Естафета 4×100 м комплексом     | США (USA) Рік Кері Стів Лундквіст Метт Ґріббл Роуді Ґейнс 3:40.84WR  | СРСР (URS) Володимир Шеметов Юрій Кіс Олексій Марковський Сергій Смірягін 3:42.86       | ФРН (FRG) Штефан Петер Ґеральд Меркен Міхаель Ґрос Андреас Шмідт 3:44.78  |

Легенда: WR – Світовий рекорд; CR – Рекорд чемпіонатів світу

### Жінки
| Дисципліна                      | Золото                                                                     | Срібло                                                                 | Бронза                                                                                        |
| ------------------------------- | -------------------------------------------------------------------------- | ---------------------------------------------------------------------- | --------------------------------------------------------------------------------------------- |
| 100 м вільним стилем            | Бірґіт Майнеке (GDR) 55.79                                                 | Аннемарі Верстаппен (NED) 55.87                                        | Джилл Стеркел (USA) 56.27                                                                     |
| 200 м вільним стилем            | Аннемарі Верстаппен (NED) 1:59.53                                          | Бірґіт Майнеке (GDR) 2:00.67                                           | Аннеліс Маас (NED) 2:00.84                                                                    |
| 400 м вільним стилем            | Кармела Шмідт (GDR) 4:08.98                                                | Петра Шнайдер (GDR) 4:10.08                                            | Тіффані Коен (USA) 4:11.85                                                                    |
| 800 м вільним стилем            | Кім Лінеген (USA) 8:27.48                                                  | Джекі Віллмотт (GBR) 8:32.61                                           | Кармела Шмідт (GDR) 8:33.67                                                                   |
| 100 м на спині                  | Крістін Отто (GDR) 1:01.30CR                                               | Іна Клебер (GDR) 1:01.47                                               | Сьюзен Волш (USA) 1:02.86                                                                     |
| 200 м на спині                  | Корнелія Зірх (GDR) 2:09.91 WR                                             | Джорджина Паркс (AUS) 2:14.98                                          | Кармен Буначіу (ROU) 2:15.40                                                                  |
| 100 м брасом                    | Уте Ґевеніґер (GDR) 1:09.14 CR                                             | Енн Оттенбрайт (CAN) Кім Роденбау (USA) 1:11.03                        | —                                                                                             |
| 200 м брасом                    | Світлана Варганова (URS) 2:28.82 CR                                        | Уте Ґевеніґер (GDR) 2:29.71                                            | Енн Оттенбрайт (CAN) 2:33.05                                                                  |
| 100 м батерфляєм                | Мері Т. Мігер (USA) 59.41CR                                                | Інес Ґайслер (GDR) 1:00.36                                             | Мелані Баддемеєр (USA) 1:00.40                                                                |
| 200 м батерфляєм                | Інес Ґайслер (GDR) 2:08.66 CR                                              | Мері Т. Мігер (USA) 2:09.76                                            | Гайке Дене (GDR) 2:10.29                                                                      |
| 200 м комплексом                | Петра Шнайдер (GDR) 2:11.79 CR                                             | Уте Ґевеніґер (GDR) 2:13.38                                            | Трейсі Колкінс (USA) 2:15.91                                                                  |
| 400 м комплексом                | Петра Шнайдер (GDR) 4:36.10 WR                                             | Катлін Норд (GDR) 4:43.51                                              | Трейсі Колкінс (USA) 4:44.64                                                                  |
| Естафета 4×100 м вільним стилем | НДР (GDR) Бірґіт Майнеке Зузанне Лінк Крістін Отто Карен Мещук 3:43.97     | США (USA) Сьюзен Габерніґґ Кеті Трейбл Бет Вошут Джилл Стеркел 3:45.76 | Нідерланди (NED) Аннемарі Верстаппен Аннеліс Маас Вільма ван Вельсен Конні ван Бентум 3:45.96 |
| Естафета 4×100 м комплексом     | НДР (GDR) Крістін Отто Уте Ґевеніґер Інес Ґайслер Бірґіт Майнеке 4:05.88WR | США (USA) Сьюзен Волш Кім Роденбау Мері Т. Мігер Джилл Стеркел 4:08.12 | СРСР (URS) Лариса Горчакова Світлана Варганова Наталія Покас Ірина Герасимова 4:12.36         |

Легенда: WR – Світовий рекорд; CR – Рекорд чемпіонатів світу

### Таблиця медалей
| Місце               | Країна                | Золото | Срібло | Бронза | Загалом |
| ------------------- | --------------------- | ------ | ------ | ------ | ------- |
| 1                   | НДР (GDR)             | 12     | 8      | 5      | 25      |
| 2                   | США (USA)             | 8      | 8      | 9      | 25      |
| 3                   | СРСР (URS)            | 4      | 7      | 3      | 14      |
| 4                   | ФРН (FRG)             | 2      | 1      | 2      | 5       |
| 5                   | Канада (CAN)          | 1      | 2      | 1      | 4       |
| 6                   | Нідерланди (NED)      | 1      | 1      | 2      | 4       |
| 7                   | Бразилія (BRA)        | 1      | 0      | 0      | 1       |
| 8                   | Австралія (AUS)       | 0      | 1      | 0      | 1       |
| 8                   | Велика Британія (GBR) | 0      | 1      | 0      | 1       |
| 8                   | Угорщина (HUN)        | 0      | 1      | 0      | 1       |
| 11                  | Швеція (SWE)          | 0      | 0      | 3      | 3       |
| 12                  | Румунія (ROU)         | 0      | 0      | 1      | 1       |
| 12                  | Югославія (YUG)       | 0      | 0      | 1      | 1       |
| 12                  | Італія (ITA)          | 0      | 0      | 1      | 1       |
| Загалом (14 збірні) | Загалом (14 збірні)   | 29     | 30     | 28     | 87      |